# Leontodon asperrimus
Leontodon asperrimus ist eine Pflanzenart aus der Gattung Löwenzahn Leontodon innerhalb der Familie der Korbblütler (Asteraceae). Sie wird als vikarierende asiatische Art des in Europa wachsenden Leontodon biscutellifolius angesehen.

## Beschreibung

### Vegetative Merkmale
Leontodon asperrimus ist eine ausdauernde krautige Pflanze, die Wuchshöhen von 13 bis 35, selten bis zu 45 Zentimetern erreicht. Sie bildet eine senkrechte Pfahlwurzel und aufrechten, unverzweigten Stängel. Die oberirdischen Pflanzenteile sind sehr steifhaarig.
Die zahlreichen Laubblätter sind in einer grundständigen Rosette angeordnet. Die Laubblätter sind bei einer Länge von 5 bis 19 Zentimetern sowie 1 bis 2,5 Zentimetern länglich-lanzettlich, undeutlich gezähnt, mit strikt scharf-rauem Indument. Die selten drei, meist vier-, fünf- bis sechsstrahligen Sternhaare sind 900 bis 1900 μm lang mit Strahlen von 250 bis 390 μm Länge. Der Stiel der kräftigeren Haare ist durch feine Häkchen rau.

### Generative Merkmale
Leontodon biscutellifolius hat für die Gattung besonders große Blütenkörbchen und Achänen. Das Involukrum ist 17 bis 28 Millimeter lang, die Hüllblätter sind +/- regelmäßig, schuppenförmig angeordnet, die äußeren mit starker Behaarung, die inneren glatt. Die Hüllblätter sind außer mit kleinen einzellreihigen Härchen von gleichartigen Sternhaaren wie auf den Blättern durch eine starke Betonung von längeren und kürzeren mehrspaltigen, manchmal unregelmäßig-strahligen Sternhaaren gesäumten äußeren Hüllblättern und Hüllblatträndern, die auch mit freiem Auge wie gefranst aussehen. Ähnlich wie bei Leontodon biscutellifolius sind die Haarstiele am Hüllblattrand manchmal miteinander verwachsen; am Hüllblattrücken manchmal eine Reihe von Sternhaaren.
Die 15 bis 18,5 Millimeter langen, braunen Achänen sind alle gleichgestaltet. Der Pappus besteht aus zwei Reihen von 16 Millimeter langen bis an den Grund dicht federigen Borsten gebildet.
Die Chromosomenzahl beträgt 2n = 8.

## Vorkommen
Leontodon asperrimus ist im nordirakisch-iranisch-anatolischen Raum verbreitet. Im irakischen Kurdistan gedeiht die Art in Höhenlagen von 1200 bis 2000 Metern und im Iran von 1200 bis 3000 Metern. Des Weiteren ist sie im Talysh-Einzugsgebiet im aserbaidschanischen Kaukasus verbreitet.
Als Habitat werden trockene Grasländer angegeben.

## Taxonomie
Die Erstveröffentlichung erfolgte 1803 unter dem Namen (Basionym) Scorzonera asperrima durch Carl Ludwig Willdenow in Species Plantarum, 3, S. 1507. Die Neukombination zu Leontodon asperrimus wurde von Pierre Edmond Boissier in Ball: Flora Orientalis, Band 3, 1875 veröffentlicht.